# Sebastian Roché (acteur)
Pour le criminologue, voir Sebastian Roché (criminologue).
Pour les articles homonymes, voir Roché.
Ne doit pas être confondu avec Sébastien Roch.
Sebastian Roché est un acteur français né le 4 août 1964 à Paris.

## Biographie
Sebastian Roché est un acteur français d'origine écossaise né à Paris en 1964. Il parle couramment 4 langues (français, anglais, espagnol, allemand).
Il fait sa terminale au lycée Molière, puis étudie au cours Florent ainsi qu'à l'École nationale supérieure des arts et techniques du théâtre (ENSATT), anciennement connue sous le nom de Conservatoire de la rue Blanche, et au Conservatoire national supérieur d'art dramatique, promotion 1989.

### Vie privée
De 1997 à 2004, il a été marié à l'actrice américaine Vera Farmiga qu'il fréquentait depuis 1996.
Le 31 mai 2014, il se marie avec l'actrice australienne Alicia Hannah au Château Les Bouysses à Mercuès dans le Lot en France.

### Carrière
Il fait ses débuts en 1986 dans le téléfilm Le Tueur de la Rue Morgue, qui lui permet de se faire remarquer et de décrocher son premier rôle au cinema deux ans après en 1988 dans Adieu, je t'aime. Cependant celui-ci passe relativement inaperçu au box-office français. Néanmoins, la même année, il obtient un rôle dans La Queue de la comète qui est, quant à lui, encensé par la critique. En 1989, il interprète le marquis de Dreux-Brézé dans La Révolution française dans lequel il donne la réplique à Sam Neill et Christopher Lee. Il est ensuite choisi par le réalisateur américain Michael Mann pour incarner un officier français dans Le Dernier des Mohicans aux côtés de Daniel Day-Lewis. À la suite du succès international du film, Sebastian Roché décide de s'expatrier aux États-Unis afin de tenter sa chance à Hollywood.
On a pu ainsi le voir en 1997 dans Le Pacificateur avec George Clooney et Nicole Kidman, puis en 2001 dans 15 Minutes avec Robert De Niro et Charlize Theron.
Il fait ensuite des apparitions en tant que guest le temps d'un épisode dans des séries télévisées telles que  Les Experts, Charmed, Alias, Mentalist, 24 Heures chrono ou Esprits criminels. Il obtient des rôles récurrents notamment dans Supernatural, où il joue l'ange déchu Balthazar. Puis dans la saison 3 de Fringe où il interprète l'antagoniste principal. Mais il accède à la notoriété en décrochant le rôle du terrible vampire Mikael dans la série Vampire Diaries, rôle qu'il reprend dans son spin-off The Originals.
Steven Spielberg le choisit personnellement pour interpréter le rôle de Pedro dans Les Aventures de Tintin : Le Secret de La Licorne.
On le voit ensuite à l'affiche de Balade entre les tombes en 2014 aux côtés de Liam Neeson.
Il apparaît en 2017 comme un protagoniste de la deuxième saison de la série Le Maître du Haut Château (The Man in the High Castle), produite par Amazon Video.
Bien que Sébastian Roché soit français, il se fait toujours doubler par Emmanuel Gradi.

## Filmographie

### Cinéma

#### Longs métrages
- 1988 : Adieu, je t'aime de Claude Bernard-Aubert : Thierry
- 1988 : La Queue de la comète d'Hervé Lièvre : Joachim, le frère d'Alice
- 1989 : La Révolution française de Robert Enrico et Richard T. Heffron : Le Marquis de Dreux-Brézé (segment Les Années Lumière)
- 1990 : La Vengeance d'une femme de Jacques Doillon : Le dealer
- 1992 : Le Dernier des Mohicans (The Last of the Mohicans) de Michael Mann : Martin
- 1993 : Household Saints (en) de Nancy Savoca :  Jésus
- 1995 : Loungers de Marc Forster : James
- 1997 : Le Pacificateur (The Peacemaker) de Mimi Leder : Hans
- 1998 : Par amour (Into My Heart) de Sean Smith et Anthony Stark : Chris
- 2001 : 15 Minutes de John Herzfeld : Ludwig
- 2002 : Never Get Outta the Boat de Paul Quinn : Soren
- 2005 : Sorry, Haters de Jeff Stanzler : Mick Sutcliffe
- 2005 : Seagull de Louis Nader : Sebastian
- 2006 : Un nom pour un autre (The Namesake) de Mira Nair : Pierre
- 2007 : What We Do Is Secret de Rodger Grossman : Claude Bessy
- 2007 : New York City Serenade de Frank Whaley : Noam Broder
- 2007 : La Légende de Beowulf (Beowulf) de Robert Zemeckis : Wulfgar
- 2009 : Happy Tears de Mitchell Lichtenstein : Laurent
- 2011 : Les Aventures de Tintin : Le Secret de La Licorne (The Adventures of Tintin: Secret of the Unicorn) (The Adventures of Tintin : The Secret of the Unicorn) de Steven Spielberg : Pedro
- 2012 : Sécurité rapprochée de Daniel Espinosa : Robert Heissler (non crédité)
- 2012 : Le Chihuahua de Beverly Hills 3 (Beverly Hills Chihuahua 3 : Viva la Fiesta !) de Lev L. Spiro : Chef Didier
- 2013 : Wer (en) de William Brent Bell : Klaus Pistor
- 2014 : Balade entre les tombes (A Walk Among the Tombstones) de Scott Frank : Yuri Landau
- 2014 : Phantom Halo d'Antonia Bogdanovich : Warren Emerson
- 2017 : Négative (Negatif) de Joshua Caldwell : Rodney
- 2017 : We Love You, Sally Carmichael ! de Christopher Gorham : Perry Quinn
- 2019 : Six Underground de Michael Bay : L'avocat
- 2021 : La Colonie (Tides) de Tim Fehlbaum : Le père de Blake
- 2022 : Vague de chaleur (Heatwave) de Ernie Barbarash : Scott Crane
- 2022 : Résistance: 1942 (Burning at Both Ends) de Landon Johnson

#### Courts métrages
- 2006 : We Fight to Be Free de Kees Van Oostrum : George Washington
- 2014 : In Lieu of Flowers : The Final Days of Michael Hastings de Lane Smith Jr. : Lucas
- 2015 : Molly's Method de Gabby Revilla Lugo : James George
- 2017 : Last Meal de Lula Fotis : Felix Blazer

### Télévision

#### Séries télévisées
- 1987 : Bonjour maître : Jerry
- 1989 : La Grande Cabriole : William
- 1989 - 1991 : Le voyageur : Glenn Birch
- 1991 : Scene of the Crime : Un acteur
- 1992 : Amoureusement vôtre : Peter Rogers
- 1993 : New York, police judiciaire : Clarence Carmichael (saison 4, épisode 3)
- 1993 : South Beach : Boronsky
- 1996 : Swift Justice : Tony Jacks
- 1996 : New York Undercover : Domenick Rallo
- 1997 : Feds : Domenick Rallo
- 1997 : Liberty ! The American Revolution : Marquis de Lafayette
- 1997 : Dellaventura : Van Kelk
- 1997 : Roar, la légende de Conor : Longinus
- 1998 : Sex and the City : Jerry
- 1998 : Merlin : Gawain
- 1999 : New York, police judiciaire : Ken Taylor (saison 10, épisode 7)
- 2002 : Benjamin Franklin : Vicomte
- 2002 - 2003 : Odyssey 5 : Kurt Mendel
- 2004 : La Prophétie du sorcier : Tygath
- 2004 : Les Forces du mal : Stephan Laney
- 2005 : Les Experts : Josh Frost / Moriarty
- 2005 : Charmed : Le sorcier
- 2005 : Alias : Willem Karg
- 2005 : Aux origines de l'humanité : Louis Blériot
- 2006 : The Unit - Commando d'élite : Colonel Leclerq
- 2007 - 2015 : Hôpital central : James Craig / Jerry Jacks
- 2007 : American Masters : John James Audubon
- 2008 : Mentalist : Shirali Harlov (saison 1, épisode 13)
- 2009 : 24 Heures chrono : John Quinn (saison 7)
- 2009 - 2010 : Fringe : Thomas Jerome Newton
- 2009 : The Beautiful Life : TBL : Nikolai
- 2010 : Supernatural : L'ange Balthazar
- 2010 : Vamped Out : Ardalion
- 2010 : Esprits criminels : Clyde Easter (saisons 6 et 7)
- 2011 : Vampire Diaries : Mikael Mikaelson (rôle récurrent saison 3)
- 2011 : Unforgettable : Victor Cushman
- 2012 : Grimm : Edgar Waltz
- 2012 : Pegasus Vs. Chimera : Belleros
- 2013 - 2018 : The Originals : Mikael Mikaelson (rôle récurrent saisons 1 et 2, invité saisons 4 et 5)
- 2013 : Scandal : Dominic Bell
- 2013 : Burn Notice : Roger Steele
- 2014 : Once Upon a Time : Roi Stéphane
- 2015 : NCIS : Los Angeles : Lee Ashman
- 2015 : The Mystery of Matter : Search for the Elements : Pierre Curie
- 2016 - 2017 : Kings of Con : Serge
- 2016 : Bones : Inspecteur Rousseau
- 2016 : Royal Pains : Guy Childs
- 2016 : The Young Pope : Cardinal Michel Marivaux
- 2016 - 2018 : Le Maître du Haut Château : Reichsminister / Chancelier intérimaire Martin Heusmann
- 2017 : Valor : Orson Lavoy
- 2018 : Genius : Emile Gilot
- 2018 : New York, unité spéciale (saison 20, épisode 5) : Arlo Beck
- 2019 - 2020 : Batwoman : Dr Ethan Campbell
- 2019 : Strange Angel : Professeur Thompson
- 2022 : Le Cabinet de curiosités de Guillermo del Toro : Roland
- 2022 : 1923 : le Père Renaud
- 2024 : Queen of Tears (눈물의 여왕) : Docteur Braun

#### Téléfilms
- 1986 : The Murders in the Rue Morgue de Jeannot Szwarc : Henri
- 1991 : L'Huissier de Pierre Tchernia : L'ange Gabriel
- 1999 : CSS Hunley, le premier sous-marin (The Hunley) : Collins
- 2000 : Un intrus dans la famille (Baby) de Robert Allan Ackerman : Rebel Clark
- 2000 : The Crossing de Robert Harmon : Colonel John Glover
- 2001 : Haven de John Gray : Johan
  - 2008 : 24 de Jon Cassar : John Quinn.

## Théâtre
- 2018 : Tartuffe de Molière adapté par Christopher Hampton, mise en scène Gérald Garutti, Londres, Theatre Royal Haymarket

## Voix françaises
En France, Emmanuel Gradi est la voix française régulière de Sebastian Roché.
| - Emmanuel Gradi dans : - Fringe (série télévisée) - Supernatural (série télévisée) - Esprits Criminels (série télévisée) - Vampire Diaries (série télévisée) - Grimm (série télévisée) - The Originals (série télévisée) - Scandal (série télévisée) - Burn Notice (série télévisée) - Balade entre les tombes - Once Upon a Time (série télévisée) - NCIS : Los Angeles (série télévisée) - Bones (série télévisée) - Royal Pains (série télévisée) - The Young Pope (série télévisée) - Le Maître du Haut Château (série télévisée) - Genius (série télévisée) - New York, unité spéciale (série télévisée) - Batwoman (série télévisée) - Vague de chaleur - Le Cabinet de curiosités de Guillermo del Toro (série télévisée) | et aussi - Emmanuel Karsen dans CSS Hunley, le premier sous-marin (téléfilm) - Guillaume Lebon dans Un intrus dans la famille (téléfilm) - Lionel Tua dans Odyssey 5 (série télévisée) - Laurent Morteau dans Les Forces du mal (série télévisée) - Luc Boulad dans La Légende de Beowulf - lui-même dans Les Aventures de Tintin : Le Secret de La Licorne - Philippe Vincent dans Big Sky (série télévisée) - Julien Kramer dans 1923 (série télévisée) |